# Uikhoven

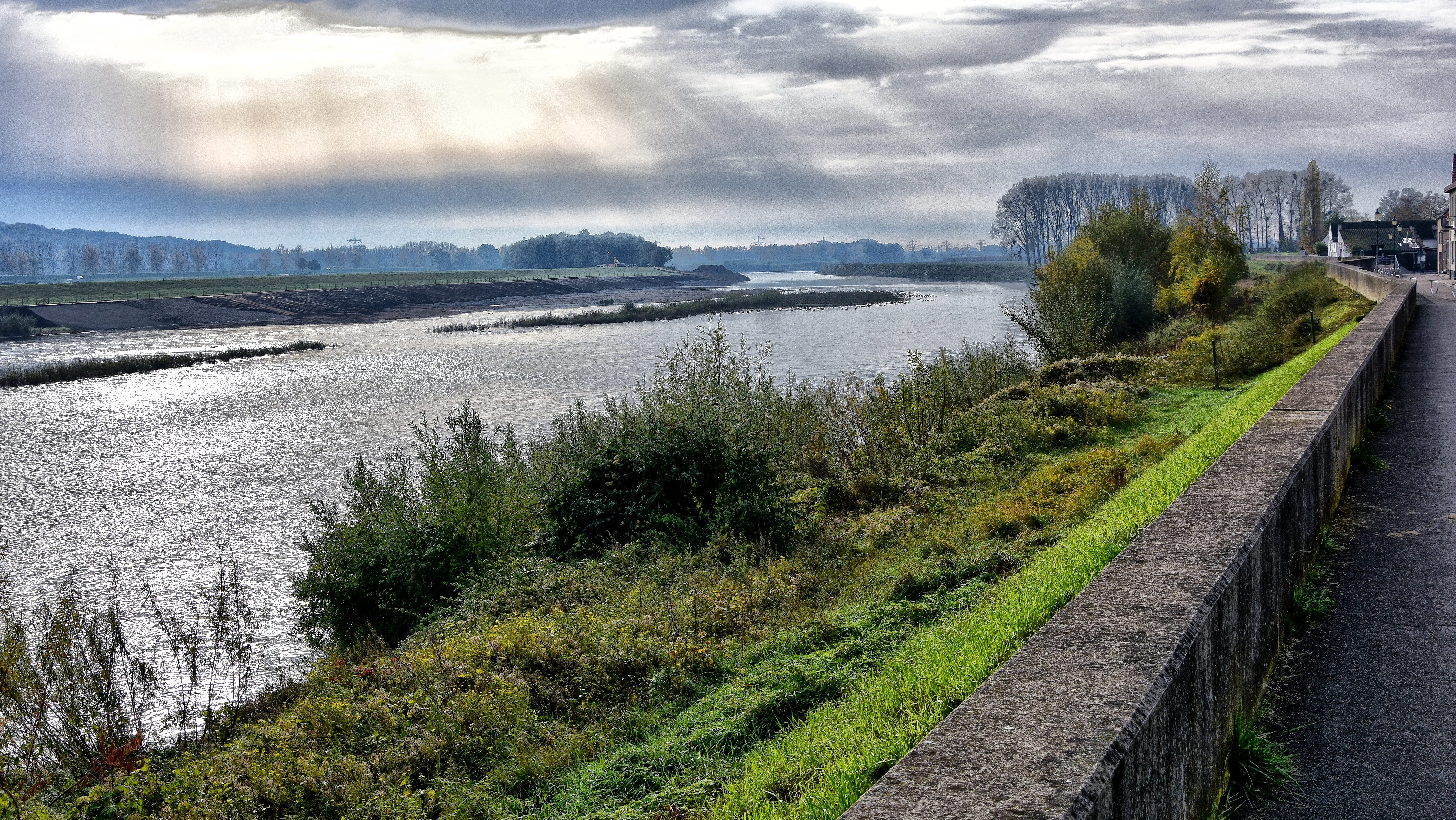
De Maas in november 2020

Uikhoven (Maaslands dialect: Ukeve) is een dorp aan de westelijke zijde van de Maas in België en een deelgemeente van de gemeente Maasmechelen, het was een zelfstandige gemeente tot aan de gemeentelijke herindeling van 1977. De Maas stroomt aan de oostelijke zijde en de Zuid-Willemsvaart vormt voor een gedeelte de grens met Rekem.

## Toponymie
Uikhoven werd voor het eerst schriftelijk vermeld in 1298, en wel als Udenchoven, waarbij hove betrekking heeft op een boerderij, die in verbinding wordt gebracht met de persoonsnaam Udo. Het noordelijk deel van het langgerekte dijkdorp staat bekend als Daaluikhoven.

## Geschiedenis
In het verleden bestond de Maas uit een aantal geulen die soms opnieuw tot leven werden gewekt en weer met elkaar verbonden. Archieven spreken van twee 'principael Maesen' (hoofdstromen). Dat er meerdere geulen bestonden zorgde voor lagere waterstand en dat dorpen zoals Uikhoven, Opgrimbie, Boorsem, Kotem en Meers niet werden weggevaagd of nooit gebouwd vanwege onverstromingsgevaar. De hoofdaders van de Maas lagen ten tijde van de Romeinen westelijker, aan de rand van de huidige N78.
Tot omstreeks 1179 behoorde het gebied waar thans Uikhoven ligt tot de bezittingen van de heren van Geulle en was een domein van de Abdij Kornelimünster bij Aken, in 817 gesticht door Lodewijk de Vrome. Het dorp lag toen op de rechteroever van de Maas. De rivier vormde de grens tussen Uikhoven en Rekem.
Na een overstroming rond 1179 verschoof de Maasbedding 2-3 km oostwaarts, waardoor het dorp thans op de linkeroever ligt. Uikhoven en Geulle bleven domein van de abdij tot 1298. In dat jaar verkocht abt Reinholt zijn recht op de goederen van Geulle en Uikhoven aan Walram, de heer van Montjoie-Valkenburg. Deze ruilde in 1300 Uikhoven voor het Nederlandse Ulestraten, eigendom van de landheer van Rekem waardoor Uikhoven deel werd van de rijksgraafschap Rekem. In 1298 wordt voor het eerst in een tekst een kerk vermeld, gebouwd uit Maaskeien. Ze hing nog steeds van Geulle af. In 1795 werd Uikhoven een autonome gemeente. 

## Demografische ontwikkeling
- Bronnen:NIS, Opm:1831 tot en met 1970=volkstellingen; 1976 = inwoneraantal op 31 december

## Grafsteen in Uikhoven
Op het kerkhof van de Sint-Niklaaskerk te Uikhoven is een 17e-eeuwse grafsteen te zien (zie afbeelding) die de volgende tekst vermeldt: 'IHS HIER LIGT BEGRAEVEN DAEM VAN WALSEN STADT HELDER DES GRAEFSCHAPS REKHEM GODT HEBBE DIE SIELE STARF DEN 26 MAY 1625 W'
De grafsteen herinnert aan de tijd toen Uikhoven ook tot het rijksgraafschap Rekem behoorde.

## Geologie van Uikhoven
In 2016 voerde men in het kader van een geplande verkaveling een landschappelijke studie uit in een gebied tussen de Ruiterstraat, Schoorstraat en Pastoor Goossenslaan. Uit dit onderzoek bleek dat het terrein op een hoogte ligt van ongeveer 44 m TAW. Een oude rivierbedding van de Maas, inmiddels dichtgeslibd, doorkruiste het terrein. Het dorp ligt in de alluviale vlakte waarvan de datum van de oudste bedding niet kon worden achterhaald. Een recentere bedding van de rivier - 3 300 v.Chr. (± 110 jaar) – vormde de grens tussen Rekem en Uikhoven. Tot omstreeks 1179 lag Uikhoven aan de oostelijke zijde van de Maas.
Deze vlakte bestaat uit recente aanslibbingen uit het Holoceen die uit leem en klei bestaan (Formatie van Leut), met daaronder grindbanken (Stokkemgrinden). De afzettingswijze is verschillend: de grinden werden steeds afgezet in de toenmalige Maasbeddingen, terwijl de bovenliggende lemen en kleien tijdens overstromingen werden afgezet. De Formatie van Leut wijzigt in dikte van minder dan 1 m in de grindbanken tot 5 m in de geulen en varieert op zeer korte afstand. De Stokkemgrinden bestaan uit een fijn tot grof grind met weinig leem en voornamelijk grof zand. De dikte van dit pakket varieert tussen 5 en 20 m. Het onderste gedeelte van deze grindlaag bestaat waarschijnlijk uit oudere grinden (Geistingengrinden, Maasmechelengrinden of Eisden-Lanklaargrinden) die nog niet verstoord zijn door de huidige Maas. Grind bestaat voor het allergrootste deel uit geërodeerd materiaal uit de Ardennen.
De zandlemige bovenlaag rust op een lemige of kleiige ondergrond. Deze structuur komt uitsluitend voor in de Maasvallei en bewijst het alluviaal karakter van de afzetting.
Rekem en Uikhoven sloten in 1826 een overeenkomst na de aanleg van de Zuid-Willemsvaart. Hierbij werden gronden langs beide zijden van de Zuid-Willemsvaart omgeruild om te vermijden dat Uikhovenaren een te grote omweg moesten maken om aan hun gronden te geraken.

### Leem- en grindwinning

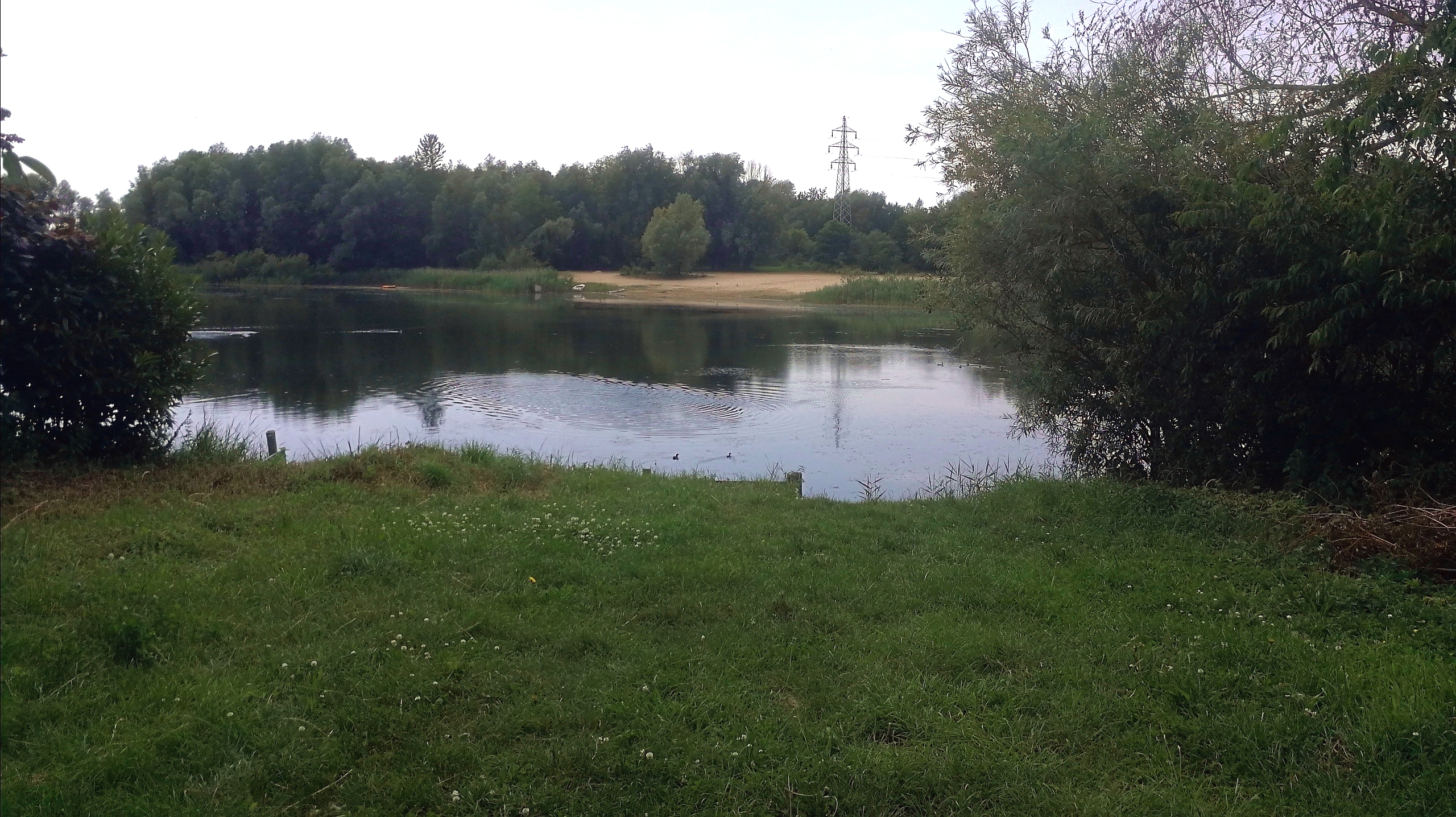
De Kupkuil

Voornamelijk tijdens de 20e eeuw was leem- en grindwinning een activiteit in Uikhoven. Getuige daarvan zijn enkele kuilen in het landschap.

## Molen Hoogwaarts
In 1931 werd de graanmalende staakmolen met open voet op het Uikhoverveld (zie referentie voor de locatie) gesloopt. Pieter Jozef Hoogwaarts-Leenders liet ze in 1893 vanuit Nederlands-Limburg naar Uikhoven verplaatsen. Hij verkocht ze in 1902 aan Frans Hoogwaarts-Willems en na verdeling in 1922 kwam ze in handen van Armand Hoogwaarts-Palmers, molenaar te Eksel.

### Kanaal naar Rekem
Ottavio Piccolomini, veldmaarschalk van de Keizerlijken tijdens de Dertigjarige Oorlog, bezorgde op 21 december 1652 zijn verslag aan keizer Ferdinand III. Hij vermeldde hierin dat rijksgraaf Ferdinand van Reckheim (het huidige Rekem) het keizerrijk grote verdiensten had verleend door zijn stad van verdedigingswerken te voorzien tegen eventuele aanvallen van de hertog van Brabant. Alhoewel de stad goed verdedigd was door de wallen raadde Piccolomini aan om Reckheim te verbinden met de Maas via een kanaal, het Maas-Ziepkanaal. De keizer stemde in met het plan en gaf Ferdinand toelating om het kanaal te laten graven. 
Uikhoven viel in de loop der eeuwen geregeld ten prooi aan doortrekkende legers die het strategisch gelegen Maastricht trachtten te veroveren. Rampzalig was de doortocht van het leger van John Churchill, hertog van Marlborough (een voorvader van Winston Churchill), tijdens de Negenjarige Oorlog. Tijdens de belegering van de stad Maastricht waren zijn troepen in de buurt van Uikhoven gelegerd en maakten het daar zo bont dat na zijn vertrek poppen van "Malbroek" werden verbrand. Dit gebruik wordt in sommige plaatsen (bijvoorbeeld in Stokkem) nog in ere gehouden. Ook na de Slag bij Lafelt in 1747 vonden plunderingen plaats, ditmaal door het leger van Prins William, hertog van Cumberland.
Naast militaire problemen was er ook de Maas, die geregeld voor overstromingen zorgde. In 1628 werd daarom reeds de Maasdijk aangelegd, die in 1726 nog verder versterkt werd. De aanleg van de Zuid-Willemsvaart van 1822-1826 sneed Uikhoven van Rekem af, hoewel beide plaatsen door een brug verbonden zijn. De parochie van Uikhoven kwam voort uit een kapel, die aanvankelijk viel onder de parochie van Geulle.
Hendrik-Jacob Opsteyn uit Uikhoven, geboren op 17 juni 1908, stierf aan de doodendraad te Kotem op 12 november 1918 toen hij zijn vader die terugkeerde uit Nederland wilde verwelkomen. Men dacht dat een dag na de Wapenstilstandsdag de stroom was afgesloten. Op de afbeelding hieronder is hij te zien met grootmoeder aan vaders kant Agnes (Neske) Bollen (1847-1924), weduwe van Pieter Opsteyn uit Uikhoven.

## Sluiting van de lagere school
30 juni 2020 was de laatste schooldag van de lagere school in Uikhoven. Die dag volgden nog 25 leerlingen de lessen, verdeeld over het derde, vierde, vijfde en zesde leerjaar, onder de leiding van twee onderwijzers. Het volgend schooljaar volgden ze les in Boorsem.In 2023 werd gestart met de bouw van een nieuwe school en een wijkcentrum.

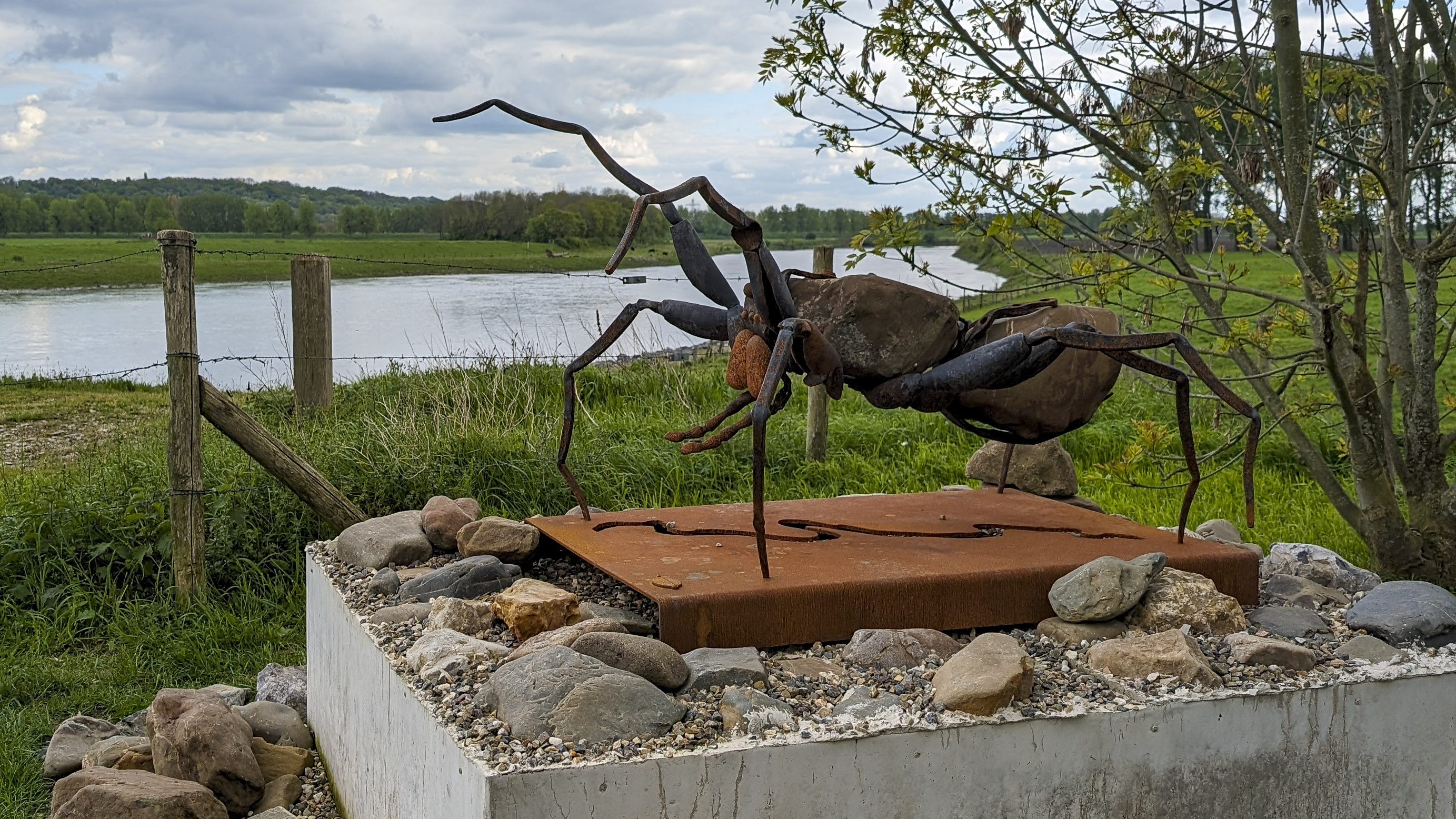
De Grindverzorger

## Bezienswaardigheden
- De Sint-Niklaaskerk is een bouwwerk uit 1939, met nog fragmenten uit 1855,
- KijkKerk nevenbestemming in de kerk sinds 2018
- De pastorie, in classicistische stijl, werd gebouwd in 1778
- De Lourdesgrot, gebouwd in 1921[6]
- Het Landbouwmuseum De Nostalgie, met Ivo Smeets als curator
- De Grindverzorger: op 9 februari 2024 plaatste men een beeld van de grindwolfspin op de dijk, de Grindverzorger. De spin wordt sedert 1998 in deze omgeving opnieuw waargenomen. Het kunstwerk werd door vrijwilligers gemaakt in het Landbouwmuseum De Nostalgie. Het wil de verbeterde kwaliteit van het Maaswater en van de uiterwaarden benadrukken.
- In Uikhoven viert men carnaval. De eerste zaterdag van de vastenperiode trekt de stoet door Uikhoven, met aansluitend het stoetenbal.

## Natuur en landschap

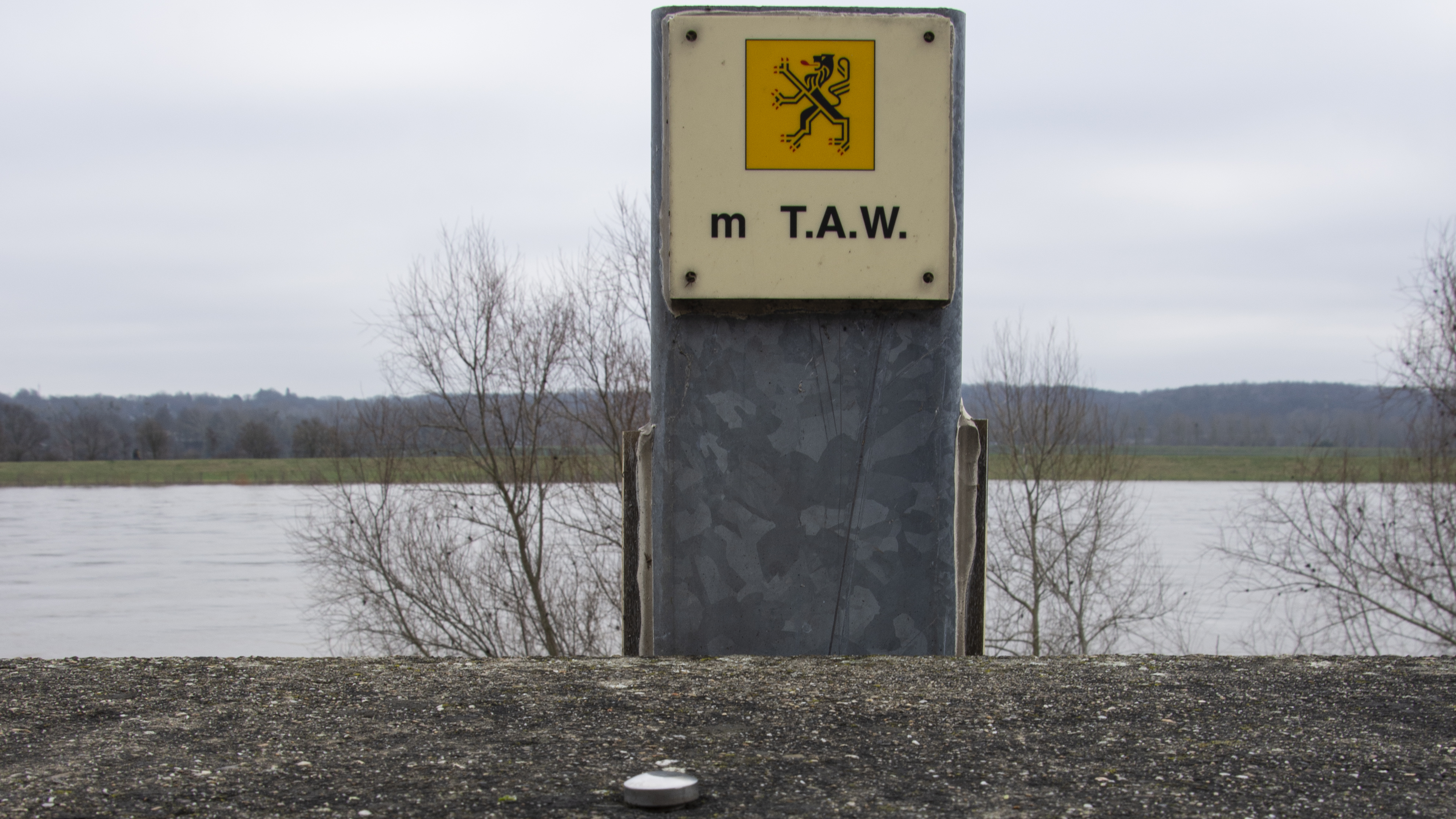
Het altimetrisch punt op de dijkmuur aan de Paanhuisstraat

Uikhoven ligt in het Maasdal, en de bebouwing bevindt zich voornamelijk langs de Maasdijk, die hier vlak langs de Maas verloopt.

### De Maas en de kans op overstroming
De bebouwing in het dorp ligt niet meer in een overstromingsgevoelig gebied. Het geodetisch altimetrisch punt op de dijkmuur van de Paanhuisstraat geeft een hoogte weer van 46,354 m TAW (Tweede Algemene Waterpassing). Dat laat toe om onder meer na te kijken wat het niveauverschil is tussen het punt op de dijkmuur en het waterpeil van de Maas in het meetstation te Smeermaas. 

#### Overstromingen in het verleden
Het buitendijks gebied werd in juli 2021 door de Maas overstroomd. Ook in 1993 en 1995 stroomde Maaswater het dorp binnen. Op 1 januari 1926 werden de bewoners geconfronteerd met een overstroming van de dijk aan de Paanhuisstraat en een dijkbreuk ten zuiden van de bebouwing, halverwege Herbricht. Mensen moesten de nacht doorbrengen in slaapkamers of op zolder.

## Verkeer en vervoer
In de zomertijd is er een voet- en fietsveer over de Maas naar Geulle.

## Nabijgelegen kernen
Rekem, Boorsem, Kotem, Geulle (via een veerpont voor fietsers en wandelaars)

## Galerij

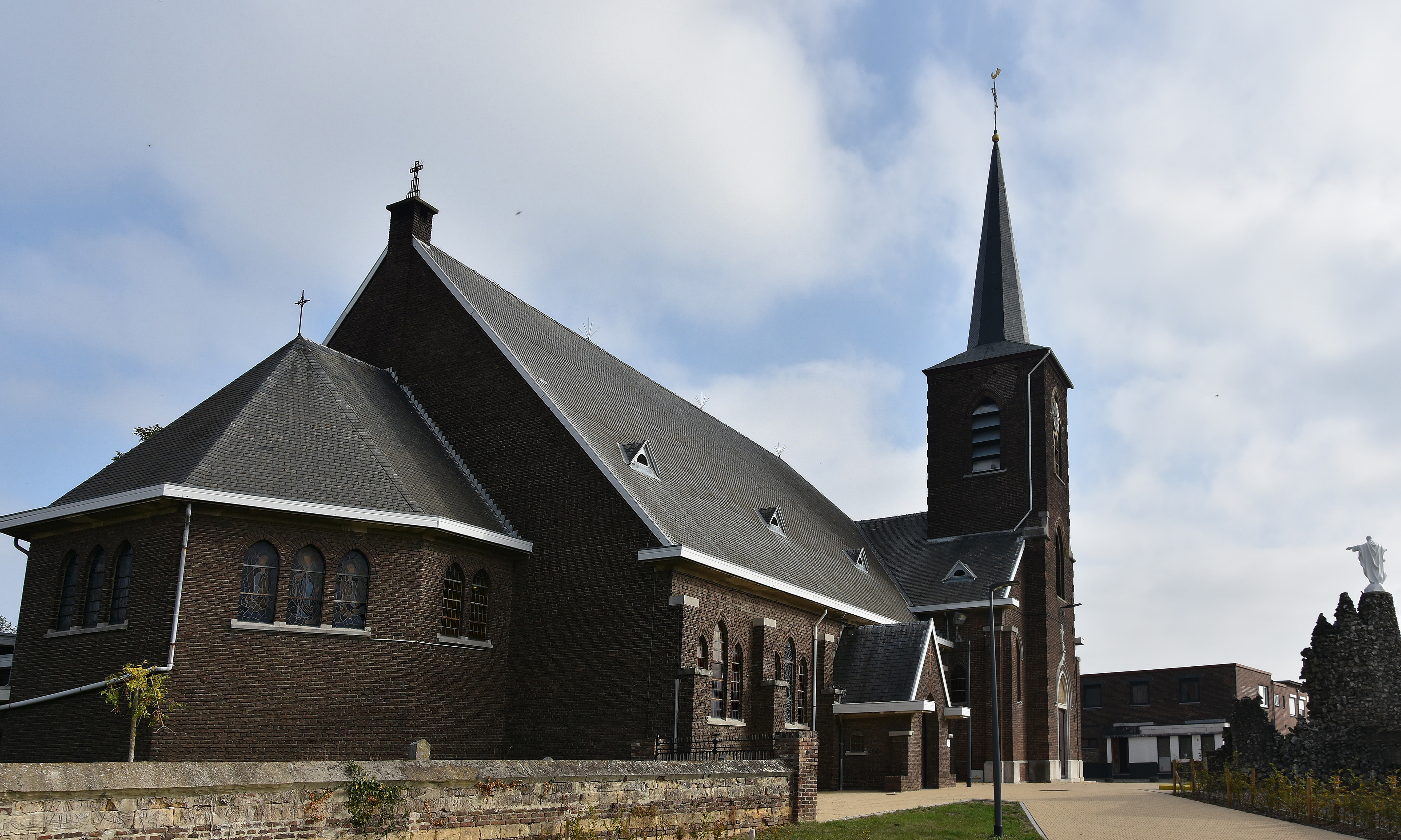
De Sint-Niklaaskerk met het schip uit 1939 op de voorgrond
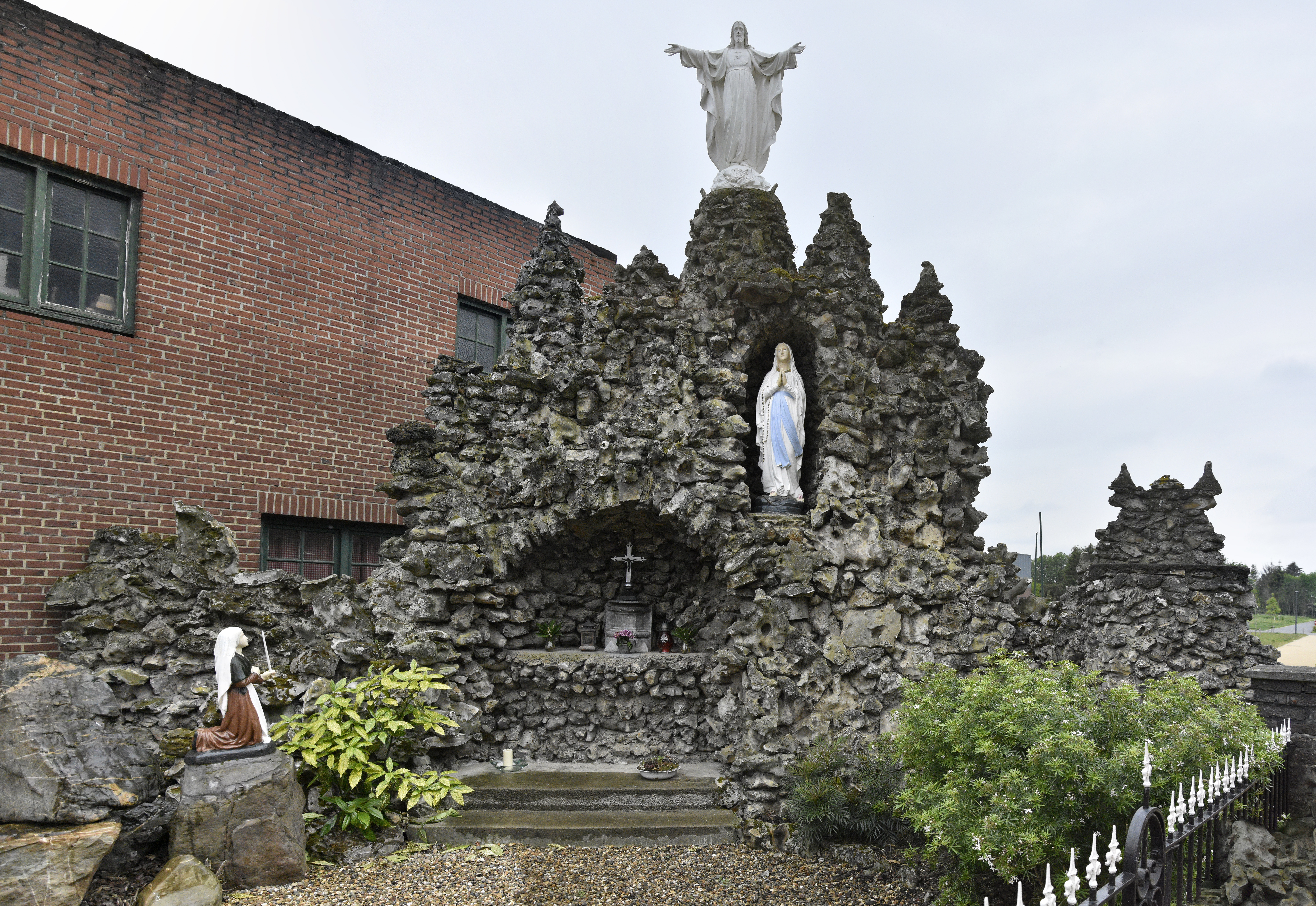
De Lourdesgrot te Uikhoven
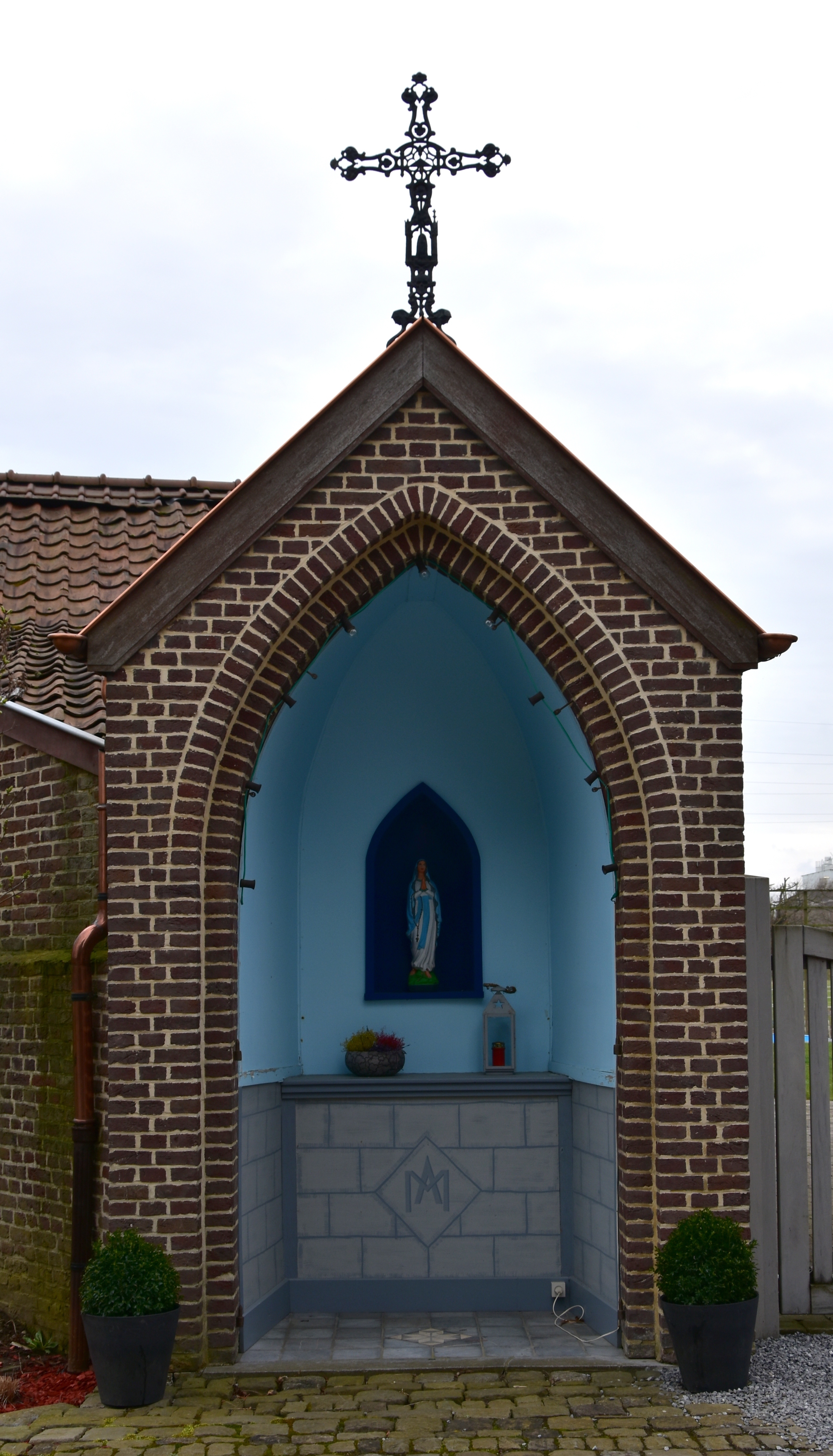
Beschermde kapel in Uikhoven
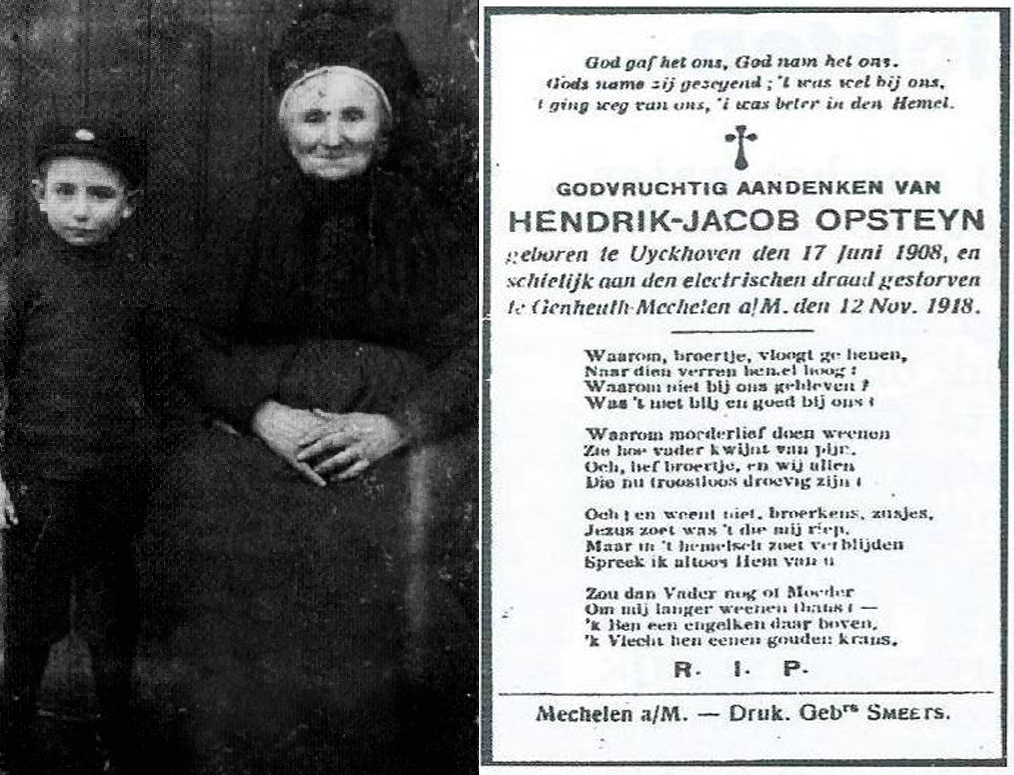
Hendrik-Jacob Opsteyn uit Uikhoven
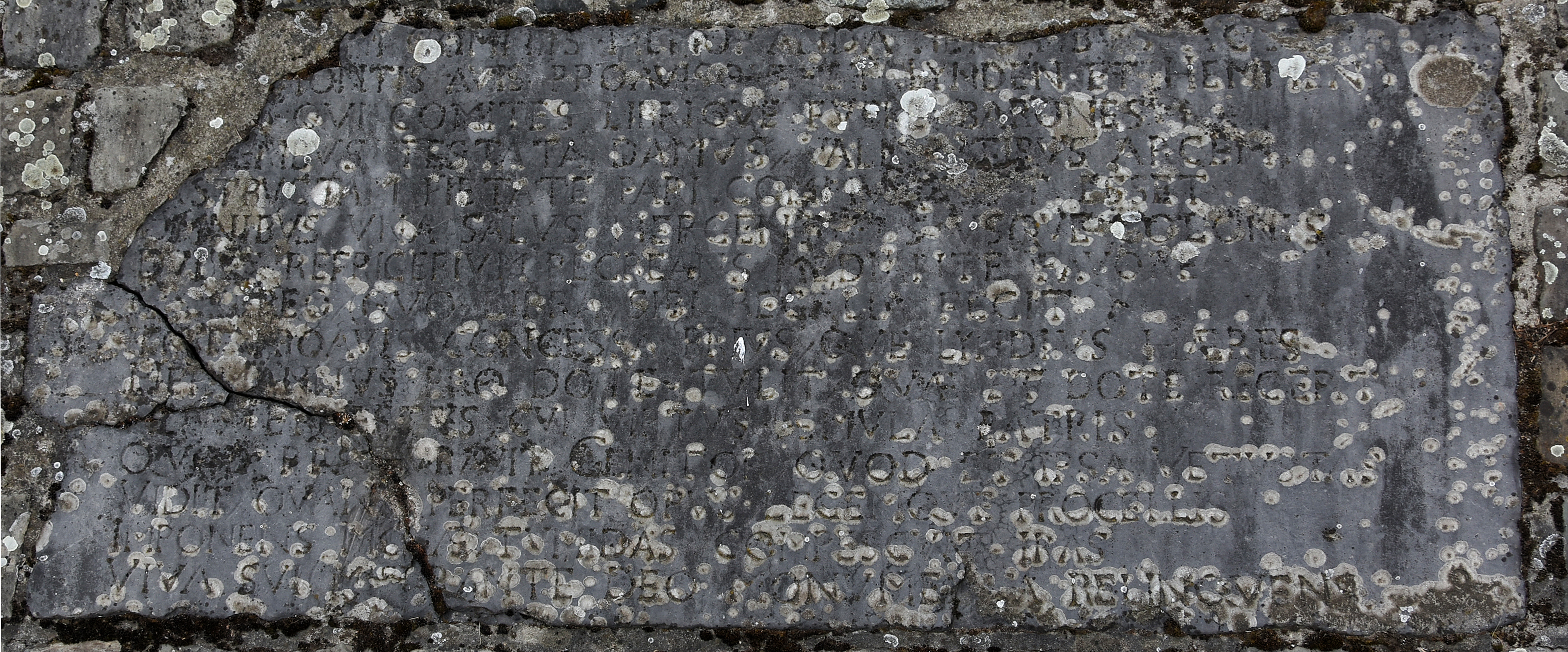
De dijksteen uit 1628 (klik op de foto voor de tekst)
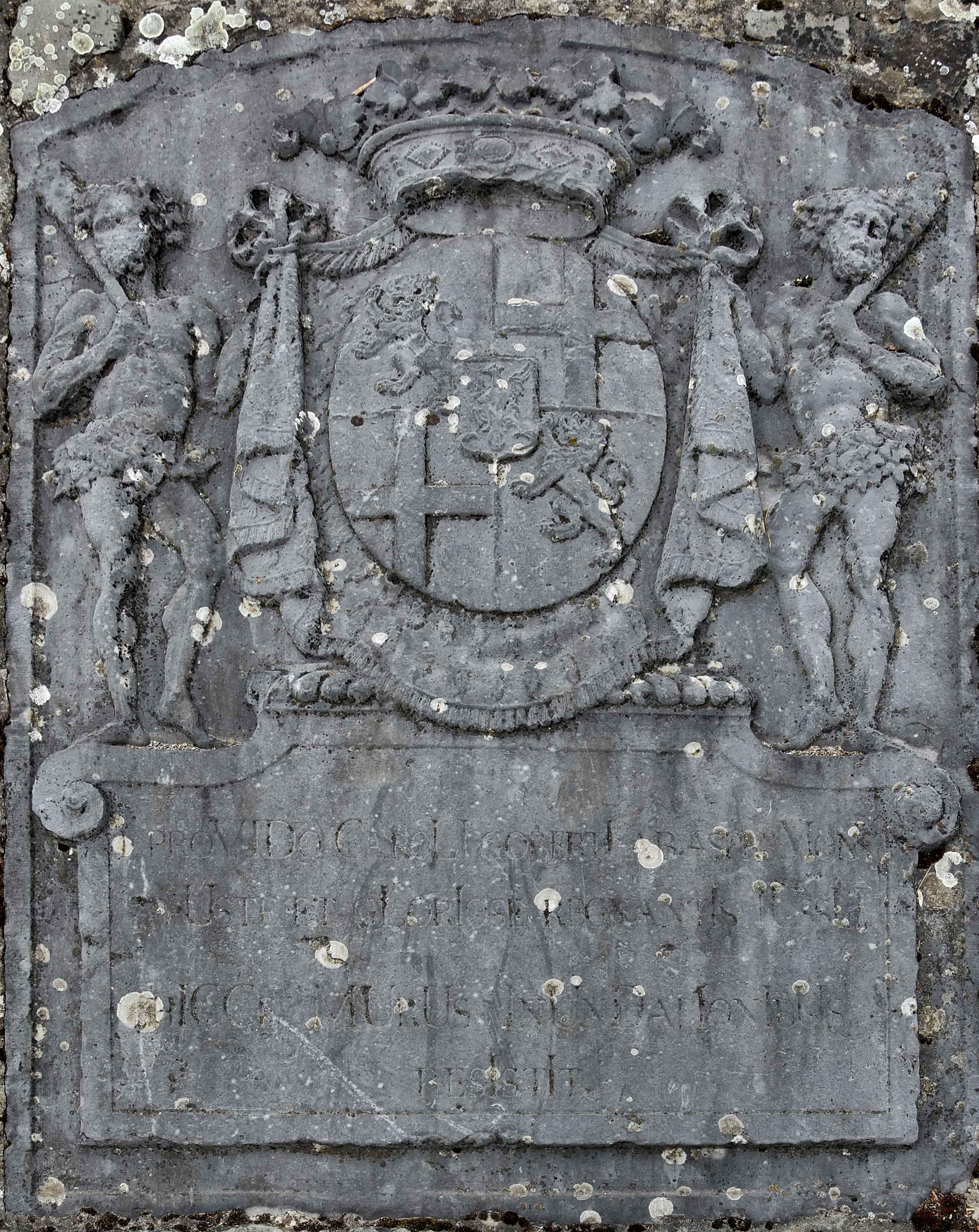
De dijksteen uit 1726 (klik op de foto voor de tekst)
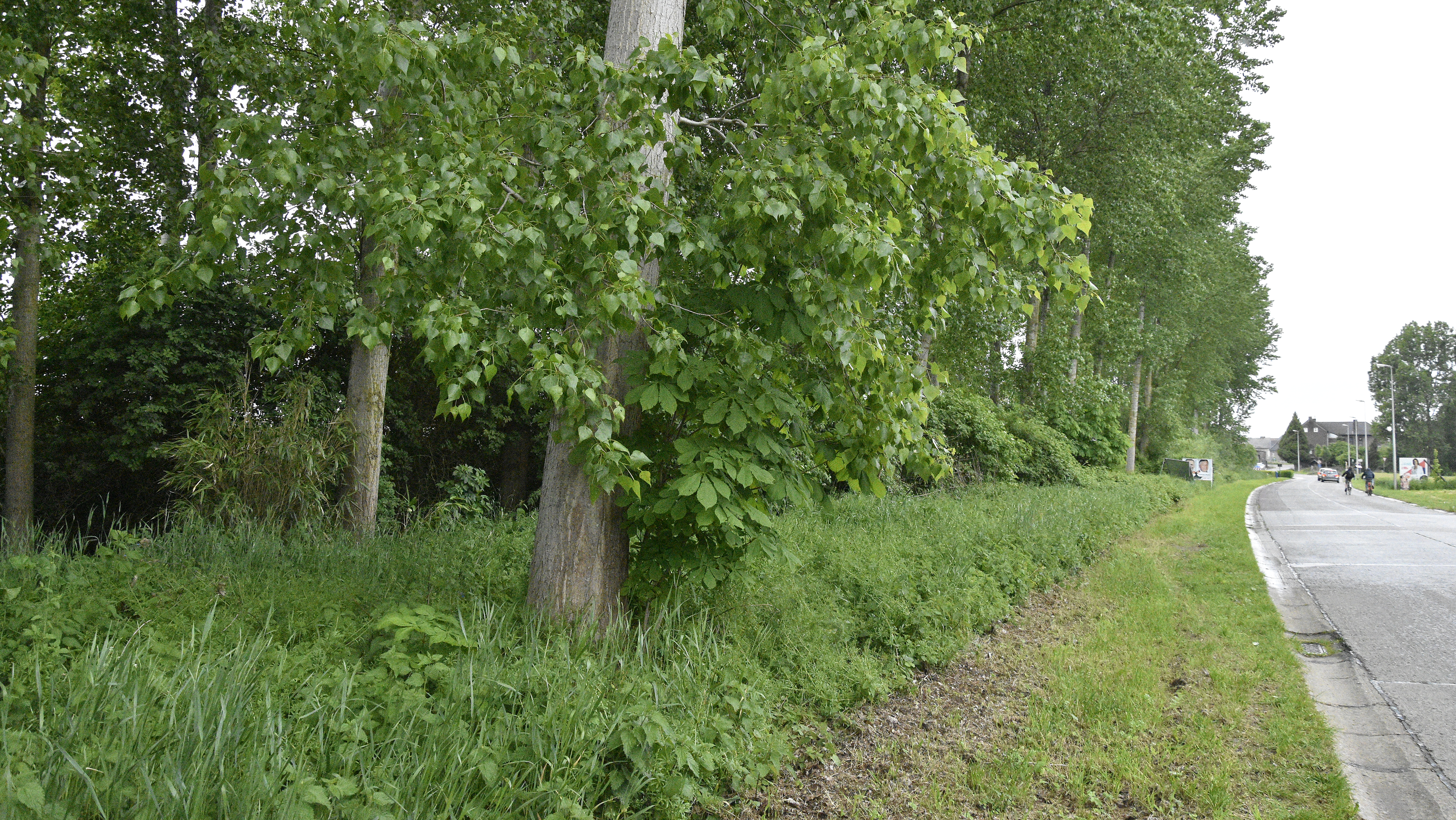
Locatie van het in 1670 gegraven kanaal van Uikhoven naar Rekem
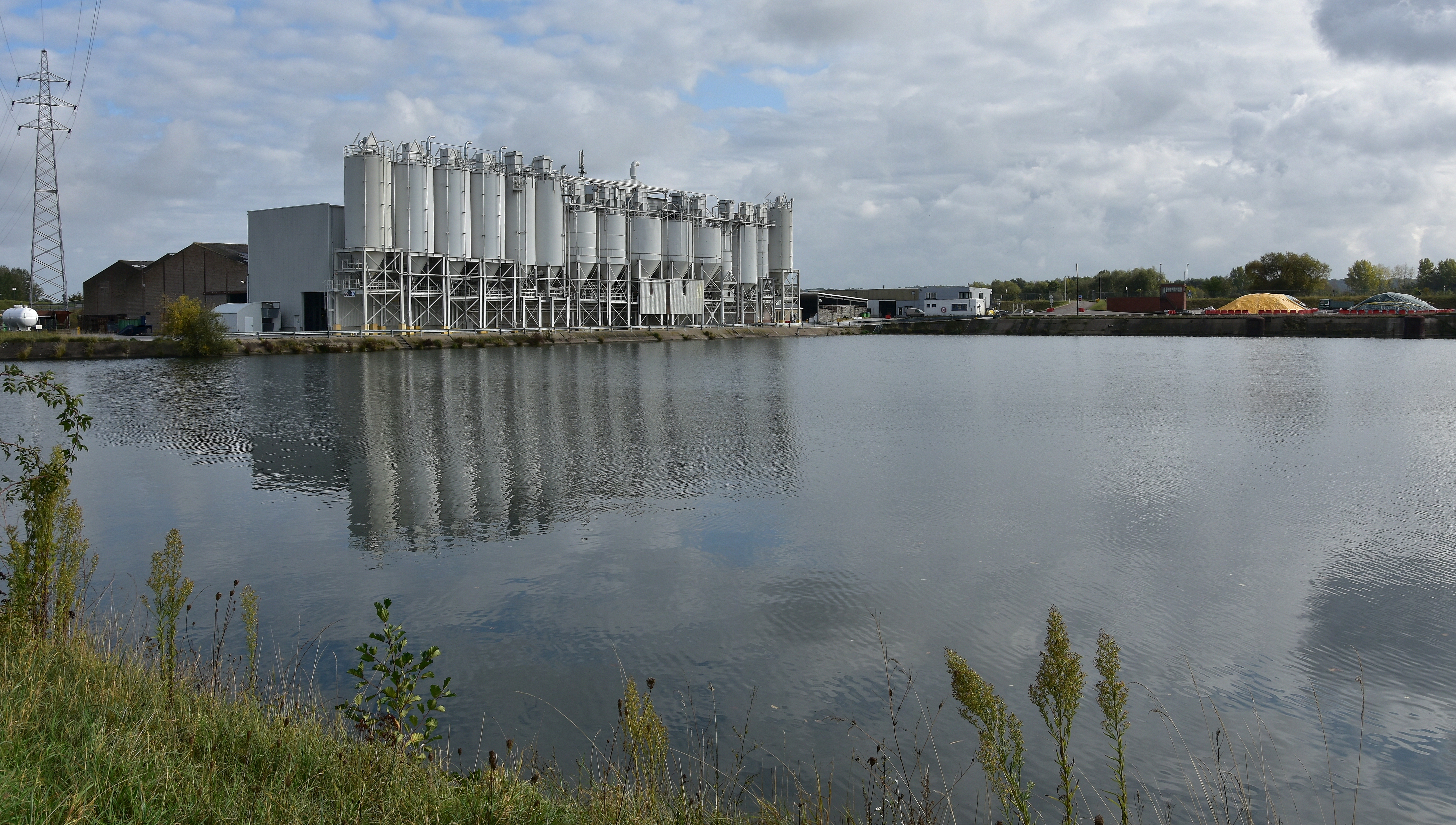
Sibelco te Uikhoven aan de Zuid-Willemsvaart
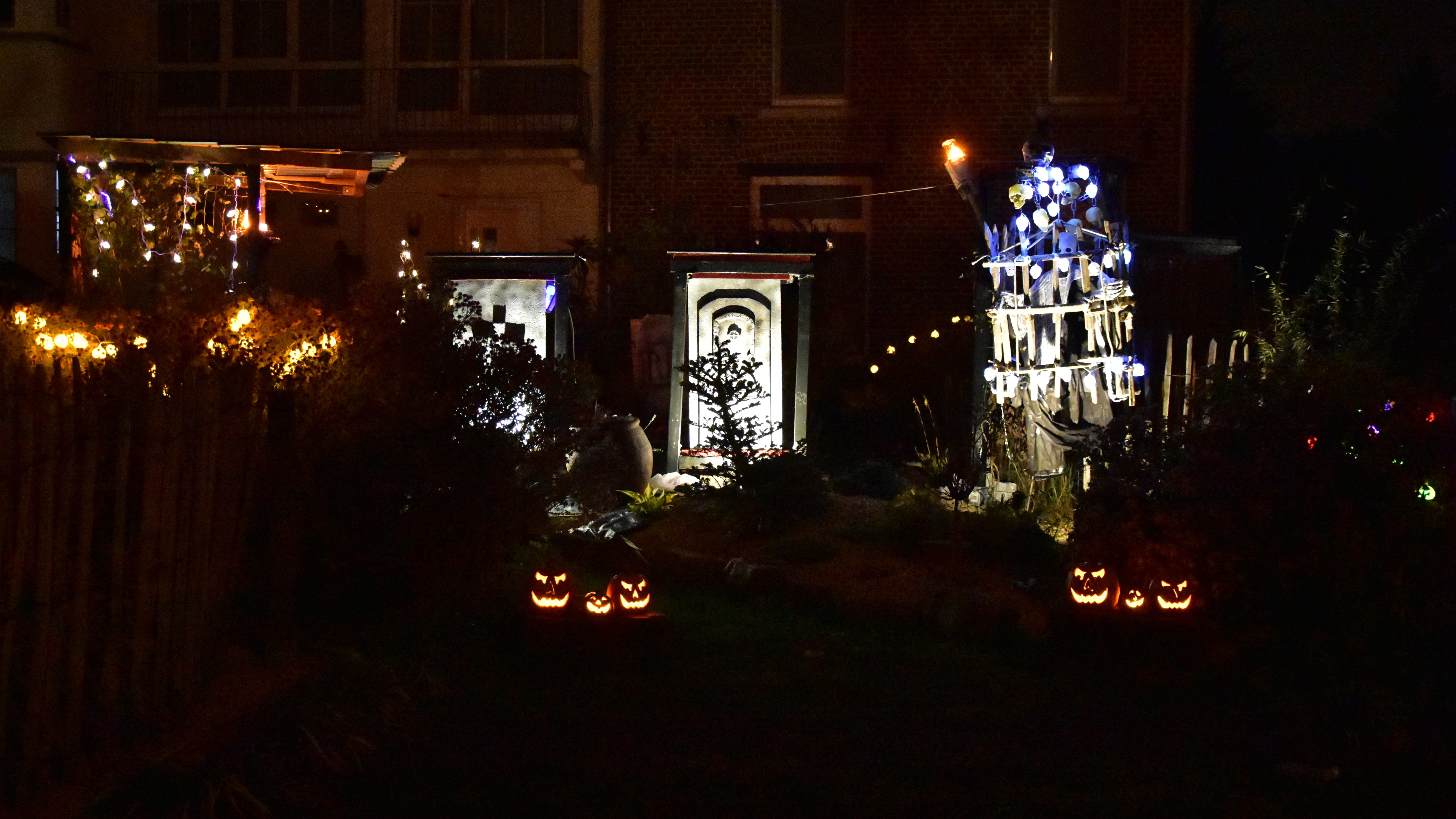
Halloween in Uikhoven in 2020
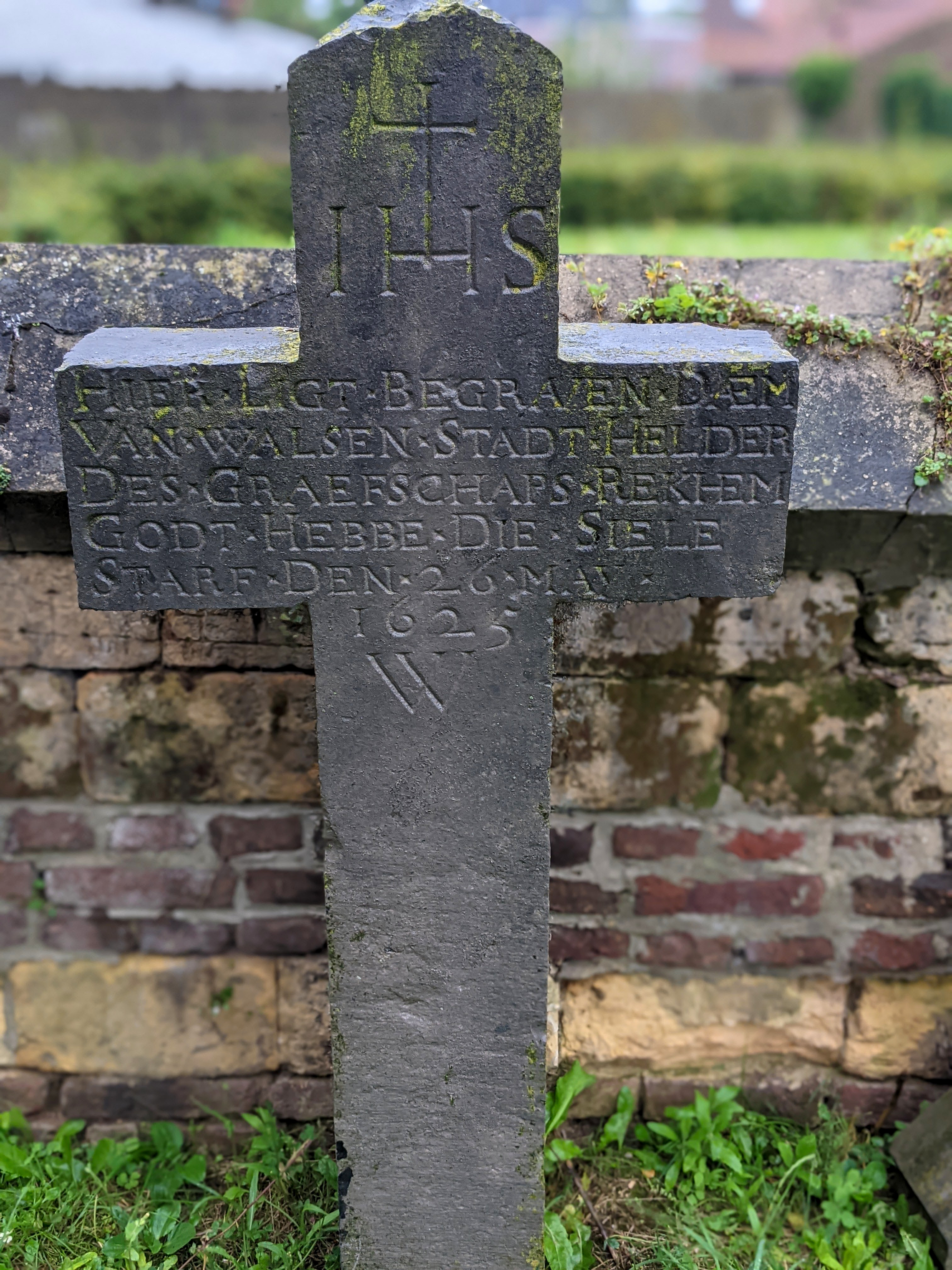
17e-eeuwse grafsteen op het kerkhof van Uikhoven van een stadhouder van het rijksgraafschap Rekem

Deelgemeenten: Boorsem · Eisden (Dorp · Tuinwijk) · Leut · Mechelen-aan-de-Maas · Meeswijk · Opgrimbie · Uikhoven · Vucht

Overige kern: Kotem

Belgische gemeenten · Arrondissement Tongeren · Limburg · Vlaanderen